# Championnats du monde d'escrime 1963
Navigation
Édition précédente Édition suivante
Les championnats du monde 1963 se sont déroulés à Gdańsk en Pologne du 14 au 28 juillet 1963. Ils sont organisés par la Fédération polonaise d'escrime sous l’égide de la Fédération internationale d'escrime.
La compétition comprend cette année-là 8 épreuves (deux féminines et 6 masculines) :
- Féminines
  - Fleuret individuel
  - Fleuret par équipe
- Masculines
  - Fleuret individuel
  - Fleuret par équipe
  - Epée individuelle
  - Epée par équipe
  - Sabre individuel
  - Sabre par équipe

## Médaillés
| Épreuves           | Or | Argent | Bronze |
| ------------------ | --- | --- | --- |
| Épée               | | | |
| Hommes individuel  | Roland Losert | Yves Dreyfus                                                                                                | Guram Kostava                                                                                             |
| Hommes par équipes | Pologne- Bogdan Gonsior - Bohdan Andrzejewski - Henryk Nielaba - Ryszard Parulski - Jerzy Strzałka                           | France- Jacques Guittet - Armand Mouyal - Claude Bourquard - René Queyroux - Yves Dreyfus                   | Hongrie- Árpád Bárány - Tamás Gábor - István Kausz - Győző Kulcsár - Zoltán Nemere                        |
| Fleuret            | | | |
| Hommes individuel  | Jean-Claude Magnan | Ryszard Parulski                                                                                            | Egon Franke                                                                                               |
| Hommes par équipes | Union soviétique- Mark Midler - Yuriy Sharov - Yuriy Rudov - Viktor Zhdanovich - German Sveshnikov                           | Pologne- Witold Woyda - Egon Franke - Ryszard Parulski - Janusz Różycki - Henryk Nielaba                    | France- Guy Barrabino - Jacky Courtillat - Daniel Revenu - Pierre Rodocanachi - Jean-Claude Magnan        |
| Femmes individuel  | Ildikó Rejtő | Lidia Sákovits-Dömölky                                                                                      | Katalin Juhász                                                                                            |
| Femmes par équipes | Union soviétique- Galina Gorokhova - Aleksandra Zabelina - Alla Shepeleva - Diana Nikantchikova - Tatyana Petrenko-Samusenko | Hongrie- Ildikó Rejtő - Lidia Sákovits-Dömölky - Katalin Juhász - Magdolna Nyári-Kovács - Katalin Szalontay | Italie- Irene Camber - Maria Angela Fissone - Giulia Lorenzoni - Bruna Colombetti - Antonella Ragno-Lonzi |
| Sabre              | | | |
| Hommes individuel  | Yakov Rylskiy | Jerzy Pawłowski                                                                                             | Wladimiro Calarese                                                                                        |
| Hommes par équipes | Pologne- Jerzy Pawłowski - Wojciech Zabłocki - Andrzej Piątkowski - Emil Ochyra - Ryszard Zub                                | Union soviétique- Mark Rakita - Yakov Rylskiy - Valeriy Tchitnyi - Nougzar Assatiani - Umyar Mavlikhanov    | Hongrie- Péter Bakonyi - Attila Kovács - Miklós Meszéna - Tibor Pézsa - József Scerencses                 |

## Tableau des médailles
| Rang | Nation           | Or | Argent | Bronze | Total |
| ---- | ---------------- | -- | ------ | ------ | ----- |
| 1    | Union soviétique | 3  | 1      | 1      | 5     |
| 2    | Pologne          | 2  | 3      | 1      | 6     |
| 3    | Hongrie          | 1  | 2      | 3      | 6     |
| 4    | France           | 1  | 2      | 1      | 4     |
| 5    | Autriche         | 1  | 0      | 0      | 1     |
| 6    | Italie           | 0  | 0      | 2      | 2     |